# Åslättjärnarna (Ströms socken, Jämtland, 710894-147065)
Åslättjärnarna är en sjö i Strömsunds kommun i Jämtland och ingår i Ångermanälvens huvudavrinningsområde.